# Astragalus arakliensis
Astragalus arakliensis är en ärtväxtart som beskrevs av Dieter Podlech. Astragalus arakliensis ingår i släktet vedlar, och familjen ärtväxter. Inga underarter finns listade i Catalogue of Life.